# Адел Немешањи
Адел Немешањи (1857‒1933) била је педагошкиња, директорка Новосадске девојачке грађанске школе са наставом на мађаском језику, прва директорка више женске школе у Новом Саду и оснивачица новосадског огранка Друштва за бригу о унапређењу образовања жена.
Рођена је у Липтовском Микулашу, школовала се у родном граду, Братислави (Пожун) и Будимпешти. По завршетку школовања 1876. је започела педагошку активност у Секешфехервару. За директорку Новосадске девојачке грађанске школе са наставом на мађарском језику постављена је 1884. што није било уобичајена пракса. Директор Српске више девојачке школе у Новом Саду, у исто време је био мушкарац - Аркадије Варађанин. Адел Немешањи је била упешна директорка судећи према броју уписаних ученица: у школској 1883/84. било је 63 ученице, а у школској 1901/2 – 221 ученица. Поред педагошког рада у школи Адел Немешањи се старала о образовању самих педагошкиња које су радиле у женским школама и њихово струковно повезивање. Уз њено име везује се и оснивање и рад Друштва „Марија Доротеја”, које је за циљ имало унапређење образовања наставница. Ради се такође о активности која је била ретка у то доба када је било уобичајено да се жене, свака у оквиру своје заједнице, баве хуманитарним радом обично у оквиру женске добротворне организације. Ова активност није мимоишла ни Адел Немешањи која је поред тога дала свој допринос у вези са организовањем Мартовских свечаности које су се одржавале у знак сећања на 15 март 1848. и биле од велике културне и политичке важности за мађарску заједницу у Новом Саду.

## Приватан живот
О приватном животу Адел Немешањи се мало тога зна. Била је кћи Јаноша Немешањија (1832-1899), краљевског саветника, припадника мађарске, евангеличке заједнице, који је за заслуге на просветном пољу добио мађарско племство. Аустријски цар и угарски краљ Франц Јосиф I одлилковао је Адел Немешањи златним крстом 1913. године, а о томе известио новосадски Женски свет. Дом Немешањијевић се налазио у данашњој новосадској улици Петра Драпшина број 29.
Умрла је у Новом Саду. Сахрањена је 8. марта 1933. године на Евангеличком гробљу у Футошкој улици. Њеним именом је названа једна улица у Ветернику.